# José Antonio Balseiro
José Antonio Balseiro (Córdoba, 29 de marzo de 1919-Bariloche, 26 de marzo de 1962) fue un importante físico argentino.

## Biografía
José Antonio Balseiro nació en la ciudad de Córdoba el 29 de marzo de 1919, cuarto hijo de Antonio Balseiro, quien había emigrado de España en su adolescencia, y de Victoria Lahore, argentina de origen francés.
En 1933 ingresa al Colegio Nacional de Monserrat dependiente de la Universidad de Córdoba, de donde egresa con el título de bachiller en 1938.
Balseiro estudió en la Universidad Nacional de Córdoba antes de trasladarse a La Plata para estudiar e investigar, obteniendo el doctorado en física de la Universidad Nacional de La Plata siendo alumno del físico y novelista Ernesto Sabato el cual le enseñó teoría cuántica y relatividad. Su tesis fue dirigida por Guido Beck, físico austríaco que llegó a la Argentina, refugiado, en 1943. En 1950 Balseiro obtuvo una beca del Consejo Británico. Debido a lo magro del estipendio, su esposa e hija debieron permanecer en la Argentina mientras él hizo investigaciones posdoctorales en la Universidad de Mánchester, en un grupo dirigido por Leon Rosenfeld.

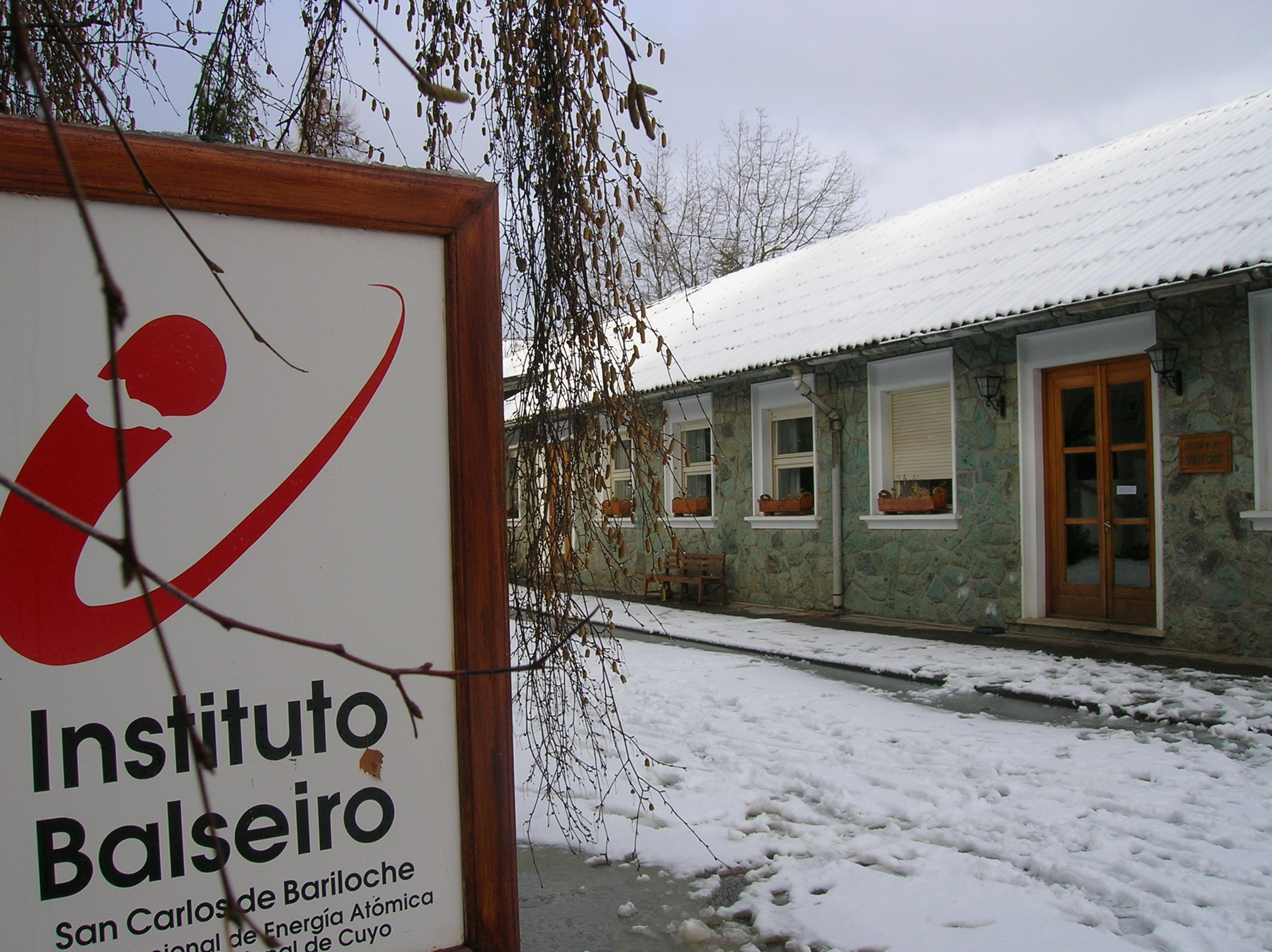
Instituto Balseiro

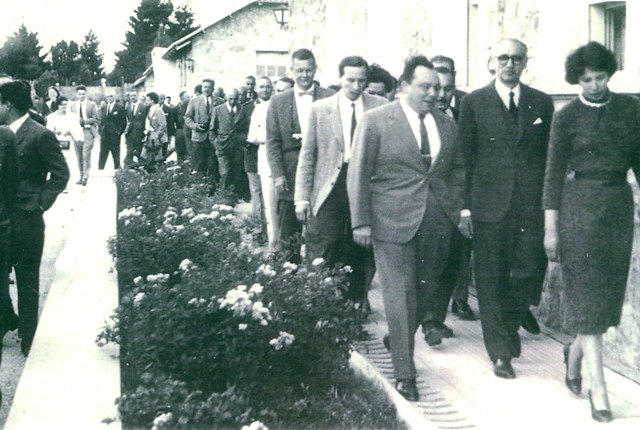
José Balseiro con el presidente Arturo Frondizi cuando este último visitó el Instituto en 1960.

El 2 de septiembre de 1950 parte a Mánchester con una beca del Consejo Británico para trabajar en la Universidad de Mánchester en temas de física nuclear bajo la dirección del Prof. Leon Rosenfeld. Lo magro de la beca y la situación en la Europa de posguerra hacen que su esposa, Maria Mercedes Cueto con quien se había casado en 1948 y su pequeña hija Beatriz, nacida en 1949, deban permanecer en la Argentina. El gobierno argentino le pidió que regresara a la Argentina en 1952, pocos meses antes de que terminara la beca, para que auditara como integrante de una comisión de científicos el Proyecto Huemul, los informes técnicos, sumamente concisos, firmados por Balseiro, Mario Báncora y otros miembros de la comisión finalmente convencieron a Perón que cierre el Proyecto Huemul. Balseiro se quedó en la Argentina y fue nombrado jefe del departamento de Física de la Facultad de Ciencias Exactas y Naturales de la Universidad de Buenos Aires. En 1954 pasa a prestar servicios a la Comisión Nacional de la Energía Atómica. En 1954 asiste en Bariloche al Primer Curso de Verano sobre Reactores y Física Teórica dirigido por el Dr. Alberto González Domínguez y en enero de 1955 la CNEA lo designa para dirigir el segundo curso de verano sobre el mismo tema que se realiza on Bariloche conjuntamente con un curso para profesores de física auspiciado por la UNESCO.
En 1955, usando parte de lo que fueron las instalaciones del Proyecto Huemul, la Comisión Nacional de Energía Atómica creó el Instituto de Física de Bariloche. Balseiro jugó un rol importante en la creación del instituto y fue su primer director.
Después de su fallecimiento, de leucemia, en 1962, el instituto tomó su nombre y actualmente se llama Instituto Balseiro. En 2005 el instituto celebró 50 años de existencia, habiendo crecido hasta convertirse en uno de los centros de investigación en física, ingeniería nuclear y tecnología líderes del país.
Dejó tras de sí un ejemplo de vida regida por los más altos principios de honestidad y decencia, dedicada en buena parte al avance de la ciencia en la Argentina.